# Boxon Records
Pour les articles homonymes, voir Boxon.
Boxon Records est un label discographique français de musique électronique créé en 2007 à Bordeaux par Julien Minet. Le label produit des compilations annuelles et réalise également des événements pour promouvoir les artistes.
Le label compte déjà plus de 100 sorties aux formats « vinyle, CD et/ou digital ».

## Artistes
- Dilemn
- Tom Deluxx
- SPAAM
- Gooseflesh
- Costello
- WAT
- T.Raumschmiere
- Eclier
- GRS CLUB
- DCFTD
- Daroc
- kiGma
- Sovnger